# Kaple svaté Anny (Prkenný Důl)
Kaple svaté Anny je sakrální stavba v Prkenném Dole v okrese Trutnov, na území Římskokatolické farnosti Žacléř. Je chráněna jako kulturní památka České republiky.

## Historie
Kaple byla postavena nákladem místních obyvatel v roce 1843 a tito obyvatelé následně také pečovali o její údržbu. Po roce 1945 začala být její údržba zanedbávána, což se negativně odrazilo na jejím stavebním a technickém stavu. Velice potřebná oprava proběhla až v roce 1968 a následně v roce 1969 byla kaple znovu vysvěcena. Památková ochrana byla kapli přiřknuta v květnu roku 1958. V roce 2009 proběhla oprava fasády (byla odstraněna starší hrubá omítka a nahrazena hladkou, bílou fasádou) a v letech 2010–2011 proběhla sanace zdiva a statické zabezpečení stavby. Kaple tehdy zároveň dostala novou podlahu.

## Architektonická podoba
Kaple je přízemní čtvercová stavba typu zvonice, završená střechou, jejíž podoba vychází z barokního tvarosloví a kombinuje v sobě střechu mansardovou a zvonovou s okosenými hranami. Je orientována přibližně k jihovýchodu. Interiér osvětluje v bočních stěnách dvojice okének s půlkruhovými závěry. V interiéru je malý oltář, napodobující ve své podobě opět barokní styl.

## Galerie

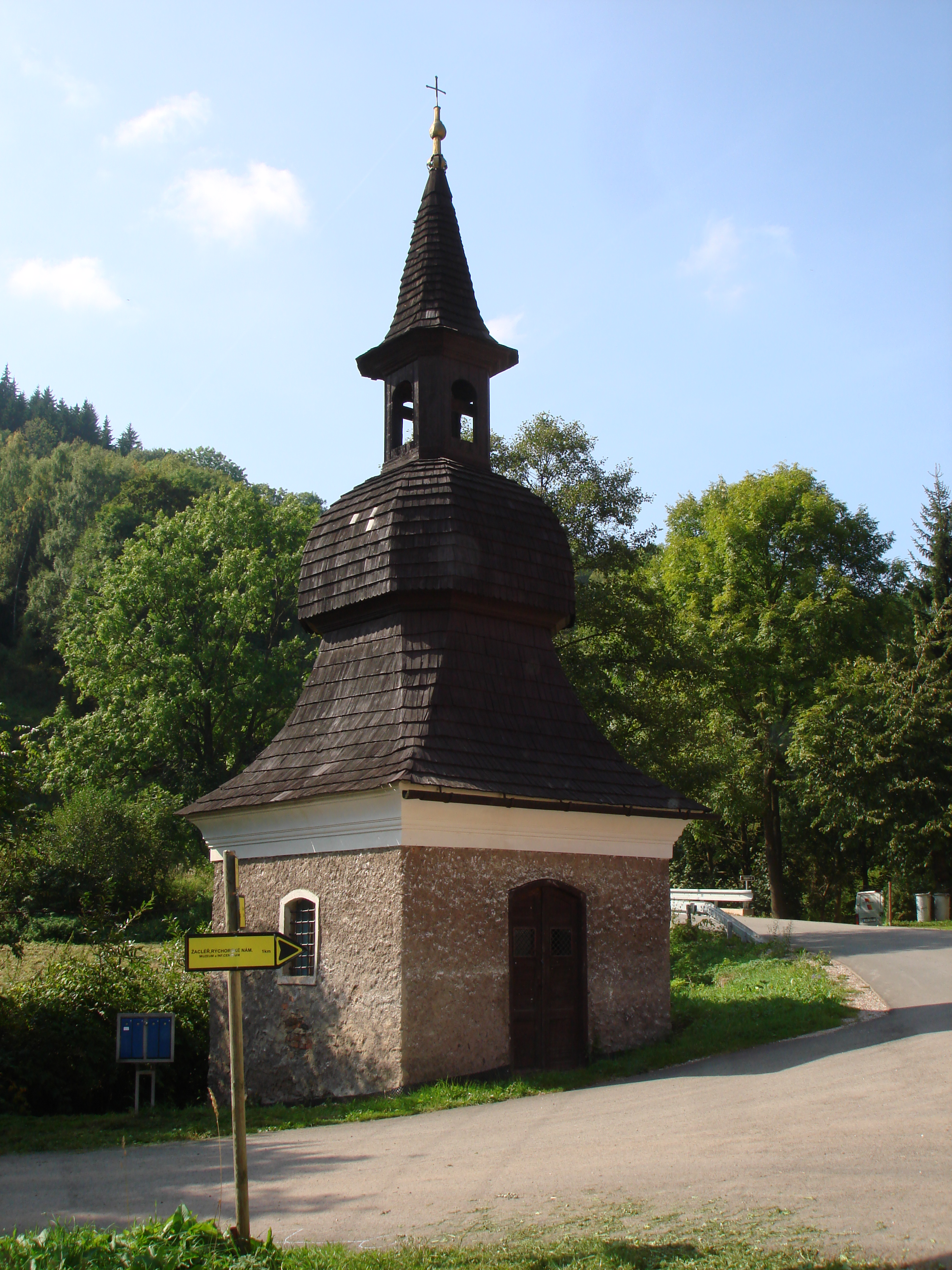
Kaple sv. Anny před renovací fasád v roce 2009.
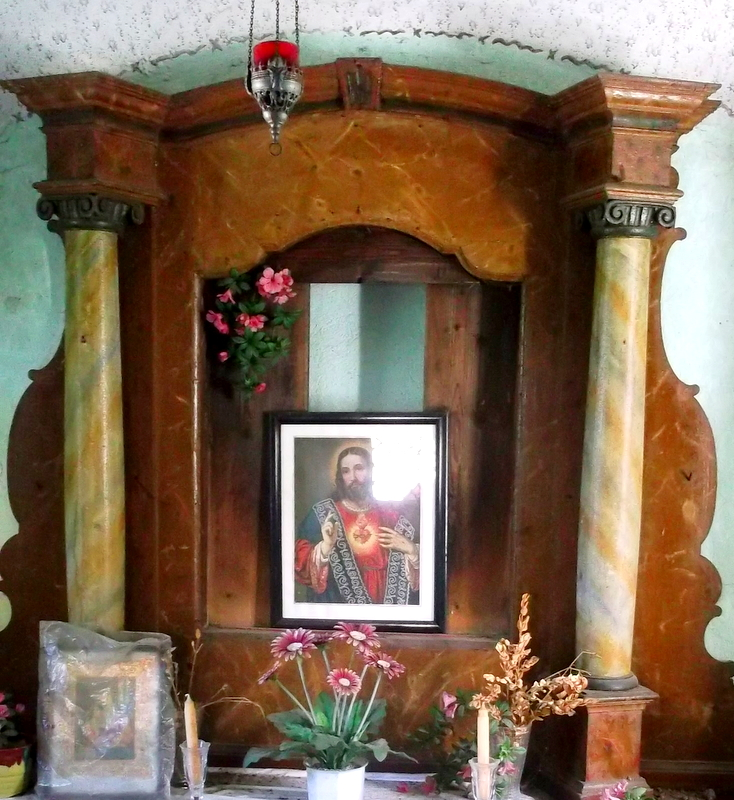
Pohled na oltář v interiéru kaple.